# Distrito de Montbrison
El distrito de Montbrison es un distrito (en francés arrondissement) de Francia, que se localiza en el departamento del Loira (en francés Loire), de la región de Ródano-Alpes. Cuenta con 10 cantones y 138 comunas.

## División territorial

### Cantones
Los cantones del distrito de Montbrison son:
1. Cantón de Boën
2. Cantón de Chazelles-sur-Lyon
3. Cantón de Feurs
4. Cantón de Montbrison
5. Cantón de Noirétable
6. Cantón de Saint-Bonnet-le-Château
7. Cantón de Saint-Galmier
8. Cantón de Saint-Georges-en-Couzan
9. Cantón de Saint-Jean-Soleymieux
10. Cantón de Saint-Just-Saint-Rambert

### Comunas
| 1. Aboën (42001)                             | 2. Ailleux (42002)                    | 3. Andrézieux-Bouthéon (42005)         | 4. Apinac (42006)                    |
| 5. Arthun (42009)                            | 6. Aveizieux (42010)                  | 7. Bard (42012)                        | 8. Bellegarde-en-Forez (42013)       |
| 9. Boisset-Saint-Priest (42021)              | 10. Boisset-lès-Montrond (42020)      | 11. Bonson (42022)                     | 12. Boën (42019)                     |
| 13. Bussy-Albieux (42030)                    | 14. Cervières (42034)                 | 15. Cezay (42035)                      | 16. Chalain-d'Uzore (42037)          |
| 17. Chalain-le-Comtal (42038)                | 18. Chalmazel (42039)                 | 19. La Chamba (42040)                  | 20. Chambles (42042)                 |
| 21. Chambœuf (42043)                         | 22. La Chambonie (42045)              | 23. Chambéon (42041)                   | 24. Champdieu (42046)                |
| 25. La Chapelle-en-Lafaye (42050)            | 26. Chazelles-sur-Lavieu (42058)      | 27. Chazelles-sur-Lyon (42059)         | 28. Chenereilles (42060)             |
| 29. Chevrières (42062)                       | 30. Châtelneuf (42054)                | 31. Châtelus (42055)                   | 32. Civens (42065)                   |
| 33. Cleppé (42066)                           | 34. Cottance (42073)                  | 35. Craintilleux (42075)               | 36. Cuzieu (42081)                   |
| 37. La Côte-en-Couzan (42072)                | 38. Débats-Rivière-d'Orpra (42084)    | 39. Essertines-en-Châtelneuf (42089)   | 40. Essertines-en-Donzy (42090)      |
| 41. Estivareilles (42091)                    | 42. Feurs (42094)                     | 43. La Gimond (42100)                  | 44. Grammond (42102)                 |
| 45. Grézieux-le-Fromental (42105)            | 46. Gumières (42107)                  | 47. L'Hôpital-le-Grand (42108)         | 48. L'Hôpital-sous-Rochefort (42109) |
| 49. Jas (42113)                              | 50. Jeansagnière (42114)              | 51. Lavieu (42117)                     | 52. Leigneux (42119)                 |
| 53. Luriecq (42126)                          | 54. Lérigneux (42121)                 | 55. Lézigneux (42122)                  | 56. Magneux-Haute-Rive (42130)       |
| 57. Marcilly-le-Châtel (42134)               | 58. Marclopt (42135)                  | 59. Marcoux (42136)                    | 60. Margerie-Chantagret (42137)      |
| 61. Maringes (42138)                         | 62. Marols (42140)                    | 63. Merle-Leignec (42142)              | 64. Mizérieux (42143)                |
| 65. Montarcher (42146)                       | 66. Montbrison (42147)                | 67. Montchal (42148)                   | 68. Montrond-les-Bains (42149)       |
| 69. Montverdun (42150)                       | 70. Mornand-en-Forez (42151)          | 71. Nervieux (42155)                   | 72. Noirétable (42159)               |
| 73. Palogneux (42164)                        | 74. Panissières (42165)               | 75. Poncins (42174)                    | 76. Pouilly-lès-Feurs (42175)        |
| 77. Pralong (42179)                          | 78. Précieux (42180)                  | 79. Périgneux (42169)                  | 80. Rivas (42185)                    |
| 81. Roche (42188)                            | 82. Rozier-Côtes-d'Aurec (42192)      | 83. Rozier-en-Donzy (42193)            | 84. Sail-sous-Couzan (42195)         |
| 85. Saint-André-le-Puy (42200)               | 86. Saint-Barthélemy-Lestra (42202)   | 87. Saint-Bonnet-le-Château (42204)    | 88. Saint-Bonnet-le-Courreau (42205) |
| 89. Saint-Bonnet-les-Oules (42206)           | 90. Saint-Cyprien (42211)             | 91. Saint-Cyr-les-Vignes (42214)       | 92. Saint-Denis-sur-Coise (42216)    |
| 93. Saint-Didier-sur-Rochefort (42217)       | 94. Saint-Galmier (42222)             | 95. Saint-Georges-Haute-Ville (42228)  | 96. Saint-Georges-en-Couzan (42227)  |
| 97. Saint-Hilaire-Cusson-la-Valmitte (42235) | 98. Saint-Jean-Soleymieux (42240)     | 99. Saint-Jean-la-Vêtre (42238)        | 100. Saint-Julien-la-Vêtre (42245)   |
| 101. Saint-Just-Saint-Rambert (42279)        | 102. Saint-Just-en-Bas (42247)        | 103. Saint-Laurent-Rochefort (42252)   | 104. Saint-Laurent-la-Conche (42251) |
| 105. Saint-Marcellin-en-Forez (42256)        | 106. Saint-Martin-Lestra (42261)      | 107. Saint-Maurice-en-Gourgois (42262) | 108. Saint-Médard-en-Forez (42264)   |
| 109. Saint-Nizier-de-Fornas (42266)          | 110. Saint-Paul-d'Uzore (42269)       | 111. Saint-Priest-la-Vêtre (42278)     | 112. Saint-Romain-le-Puy (42285)     |
| 113. Saint-Sixte (42288)                     | 114. Saint-Thomas-la-Garde (42290)    | 115. Saint-Thurin (42291)              | 116. Saint-Étienne-le-Molard (42219) |
| 117. Sainte-Agathe-la-Bouteresse (42197)     | 118. Sainte-Foy-Saint-Sulpice (42221) | 119. Les Salles (42295)                | 120. Salt-en-Donzy (42296)           |
| 121. Salvizinet (42297)                      | 122. Sauvain (42298)                  | 123. Savigneux (42299)                 | 124. Soleymieux (42301)              |
| 125. Sury-le-Comtal (42304)                  | 126. La Tourette (42312)              | 127. Trelins (42313)                   | 128. Unias (42315)                   |
| 129. Usson-en-Forez (42318)                  | 130. Valeille (42319)                 | 131. La Valla-sur-Rochefort (42321)    | 132. Veauche (42323)                 |
| 133. Veauchette (42324)                      | 134. Verrières-en-Forez (42328)       | 135. Viricelles (42335)                | 136. Virigneux (42336)               |
| 137. Écotay-l'Olme (42087)                   | 138. Épercieux-Saint-Paul (42088)     |                                        |                                      |